# Ivry-sur-Seine
Ivry-sur-Seine er en kommune i departementet Val-de-Marne i regionen Île-de-France i Frankrig. Kommunen er 6,10 km² stor og har 55.700 indbyggere (2007). Den er beliggende i den sydøstlige udkant af Paris, 5,3 km fra hovedstadens centrum. Paris' Chinatown, der er beliggende i 13. arrondissement grænser op til Ivry og har bredt sig til den nordlige del af kommunen. Mange asiatiske virksomheder og fødevarebutikker ligger i dag her. 

## Navnet
Oprindeligt hed Ivry-sur-Seine blot Ivry. Navnet kommer af det middelalderlatinske Ivriacum eller Ibriacum (Eburius) og betyder måske Eburius' ejendom. Eburius var en gællisk-romersk jordbesidder. I 1897 tog kommunen sit nuværende navn, der betyder Ivry ved Seinen, for at adskille sig fra de øvrige kommuner i Frankrig, der også har Ivry i sit navn. 

## Historie
Paris blev i 1860 udvidet ved at optage nogle af nabokommunerne. Ved den lejlighed blev Ivry-sur-Seine reduceret med omkring en tredjedel, svarende til det nuværende Chinatown. I 1963 dannede Ivry-sur-Seine rammen om henrettelsen af Jean Bastien-Thiry, der året forinden havde begået et attentatforsøg mod præsident Charles de Gaulle.

## Transport

### Metro
Kommunen betjenes af stationerne Pierre et Marie Curie og Mairie d'Ivry på Métro de Paris' linje 7 samt af RER.

## Uddannelse
- ESME Sudria
- École supérieure d'informatique, électronique, automatique
- École des technologies numériques appliquées
- Institut polytechnique des sciences avancées